# Li Guangsu
Li Guangsu (chinois simplifié : 李广苏, né en juillet 1987) est un pilote de chasse et astronaute chinois,,.

## Biographie
Li est né dans la ville de Huzhai (zh), dans le Xian de Pei, Jiangsu, en juillet 1987, de Li Houlin et de Xu Guilan. Il a une grande sœur et un petit frère.
Il a postulé pour l'admission à l'Université de l'aviation de l'Armée populaire de libération (en) en 2005 et y a obtenu son diplôme,. Il a été enrôlé dans l'Armée populaire de libération en septembre 2006,.
Guangsu a servi comme lieutenant-colonel d'une brigade volante de la Brigade d'aviation de l'Armée de l'Air et était pilote de première classe dans la Force aérienne chinoise,. Il a participé à la sélection des astronautes en mai 2018 et a été sélectionné comme astronaute de quatrième classe dans le Corps des astronautes de l'Armée populaire de libération en septembre 2020 (Groupe 3).
En 2024, il est sélectionné comme membre d'équipage de Shenzhou 18, devenant le deuxième astronaute du Xian de Pei après Zhu Yangzhu,.